# دانشگاه ایلام
دانشگاه ایلام، یکی از دانشگاه‌های دولتی وابسته به وزارت علوم، تحقیقات و فناوری ایران در شهر ایلام و مهم‌ترین دانشگاه در استان ایلام است.

## پیشینه
آموزشکدهٔ دامپروری ایلام در سال ۱۳۵۵ خورشیدی با عنوان آموزشکده دامپروری شروع به فعالیت آموزشی کرد. این آموزشکده پس از انقلاب فرهنگی به دانشکدهٔ کشاورزی تبدیل شد. نهایتاً در سال ۱۳۷۱ خورشیدی  با عنوان دانشگاه ایلام شناخته شد.

## آمار
دانشگاه ایلام دارای ۸۳ رشته‌مقطع تحصیلی در مقاطع کاردانی، کارشناسی، کارشناسی ارشد و دکتری است. شمار دانشجویان این دانشگاه بالغ بر ۷۲۰۰ نفر است که حدود ۳۷۰۰ نفر از آن‌ها پسر و ۳۵۰۰ نیز دختر هستند.
دانشگاه ایلام از لحاظ رتبه‌بندی در ردهٔ ۳۰ ام دانشگاه‌های برتر کشور قرار دارد.
اعضای هیئت علمی دانشگاه ایلام شامل ۱۹۹ نفر است که شامل ۵۸ نفر مربی، ۱۴۲ نفر استادیار و ۹ نفر دانشیار می‌شود. همچنین این دانشگاه ۴۳۸ نفر کارکن دارد که ۸۱ از آن‌ها رسمی، ۱۸۱ نفر قراردادی و ۱۷۶ نفر تحت پوشش شرکت خدماتی هستند. از افتخارات بزرگ این دانشگاه، تأسیس گروه مخفی مستضعفین توسط عده ای از جوانان غیور فارغ‌التحصیل از این دانشگاه بود که روزانه فعالیت بسیاری در زمینه‌های اجتماعی، فرهنگی، اقتصادی و ورزشی دارد.

## دانشکده‌ها
دانشگاه ایلام دارای ۷ دانشکده‌است:
- دانشکدهٔ ادبیات و علوم انسانی.
- دانشکدهٔ فنی و مهندسی شامل رشته‌های : مهندسی مکانیک ، شیمی ، نفت ، عمران ، معماری ، برق و نرم‌افزار.
- دانشکدهٔ نفت و گاز که مکمل دانشکده فنی و مهندسی می باشد.
- دانشکده الهیات و معارف اسلامی.
- دانشکده علوم پایه.
- دانشکده کشاورزی.
- دانشکده پیرادامپزشکی.

## رؤسای دانشگاه
- خسرو پیری
- مسعود شمس‌بخش
- زین العابدین طهماسبی
- محمد علی‌اکبری
- عباس قربانی
- طاهر علیمحمدی
- رضا صحرایی
- محمد علی‌اکبری
- طاهر علی‌محمدی[۴]
- همایون مرادنژادی[۲]

## کتابخانه مرکزی دانشگاه ایلام
کتابخانه مرکزی دانشگاه ایلام باداشتن ۸۰هزار عنوان کتاب فارسی و لاتین، ۲ هزار پایان‌نامهٔ دانشجویان تحصیلات تکمیلی، مجلات چاپی و داشتن پایگاه‌های اطلاعاتی فارسی و لاتین پربارترین کتابخانه دانشگاهی در سطح استان به حساب می‌آید. این کتابخانه زیر نظر معاونت پژوهشی دانشگاه بوده که ریاست آن بر عهده یک نفر از اعضای هیئت علمی می‌باشد.

### تأسیس
کتابخانه مرکزی دانشگاه ایلام در سال ۱۳۶۳ به نام کتابخانه آموزشکده دامپزشکی دانشگاه رازی کرمانشاه تأسیس گردید. سپس در سال ۱۳۷۰ با مستقل شدن دانشگاه ایلام از دانشگاه رازی تحت عنوان کتابخانه مرکزی دانشگاه ایلام با مساحت ۶۰۰ متر مربع و حدود ۷۰۰۰ جلد کتاب به کار خودادامه داد. در پی سیاست‌های توسعه و نوسازی دانشگاه، این کتابخانه در سال۱۳۸۶ در زمینی به گستره ۲ هکتار احداث شد و سرانجام در سال ۱۳۹۳ باکمک بنیاد علمی آموزشی قلمچی این پروژه به بهره‌برداری رسید.
زمین به مساحت ۲۰۰۰ متر مربع و در ۵ طبقه با زیربنای ۶۲۴۱ متر مربع می‌باشد.